# Arved Lompe
Arved Lompe (* 23. Dezember 1907 in Frankfurt an der Oder; † 13. Februar 1985 in München) war ein deutscher Physiker, der maßgeblich an der Entwicklung von Gasentladungslampen (Quecksilberdampf- und Natriumdampflampen, Leuchtstofflampen) beteiligt war.

## Leben
Er studierte Physik in Hannover, Göttingen und Greifswald.
Er war Geschäftsführer der Osram GmbH und Leiter des Hauptbereichs Forschung und Entwicklung. Er wurde 1960 Honorarprofessor an der TU Berlin.
1970 wurde er zum Ehrensenator der Universität Karlsruhe ernannt und starb am 13. Februar 1985 nach kurzer, schwerer Krankheit.

## Veröffentlichungen (Auswahl)
- Arved Lompe: Der Gradient der positiven Säule in Edelgasen, Greifswald 1932
- Arved Lompe: Beitrag zur Erklärung der Wirkungsweise von Hohlkathoden, Studienges. für elektr. Beleuchtung, 1938
- Hans Alterthum, Arved Lompe, Rudolf Seeliger: Die Aufzehrung von Edelgasen in der elektrischen Entladung, Studienges. für elektr. Beleuchtung, 1936
- Hans Alterthum, Arved Lompe: Die Längsfeldstärke der positiven Säule in der Niederdruckentladung von Gasgemischen bei verschiedenen Stromstärken und Drucken, Studienges. für elektr. Beleuchtung, 1939